# 倫敦德里 (新罕布什爾州普查規定居民點)
倫敦德里（英語：Londonderry）是位於美國新罕布什爾州羅京安縣的普查規定居民點。

## 人口
根據2020年美國人口普查的數據，倫敦德里的面積為31.71平方千米，當中陸地面積為31.65平方千米，而水域面積為0.06平方千米。當地共有人口11645人，而人口密度為每平方千米367.23人。